# 火花

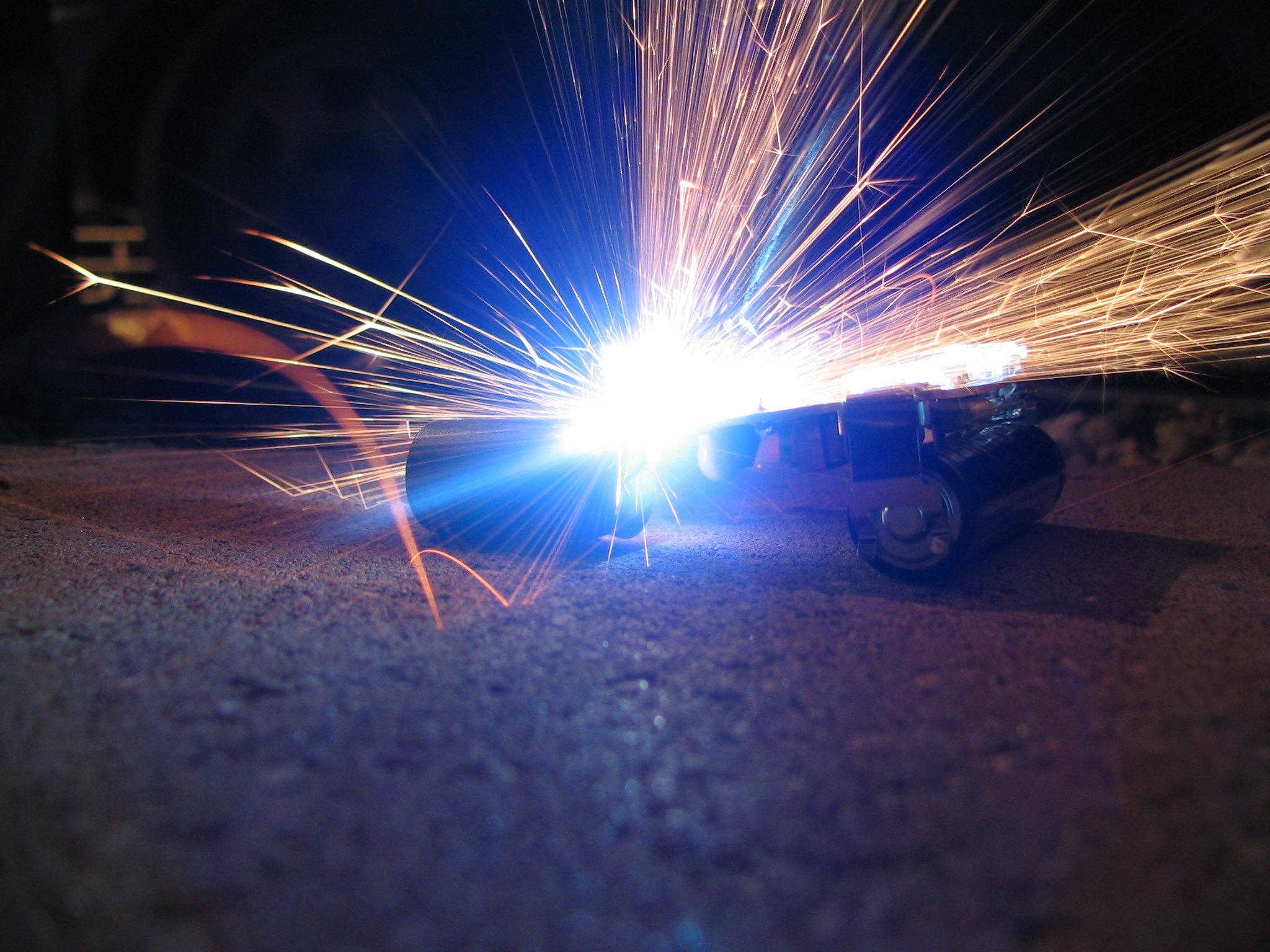
火花

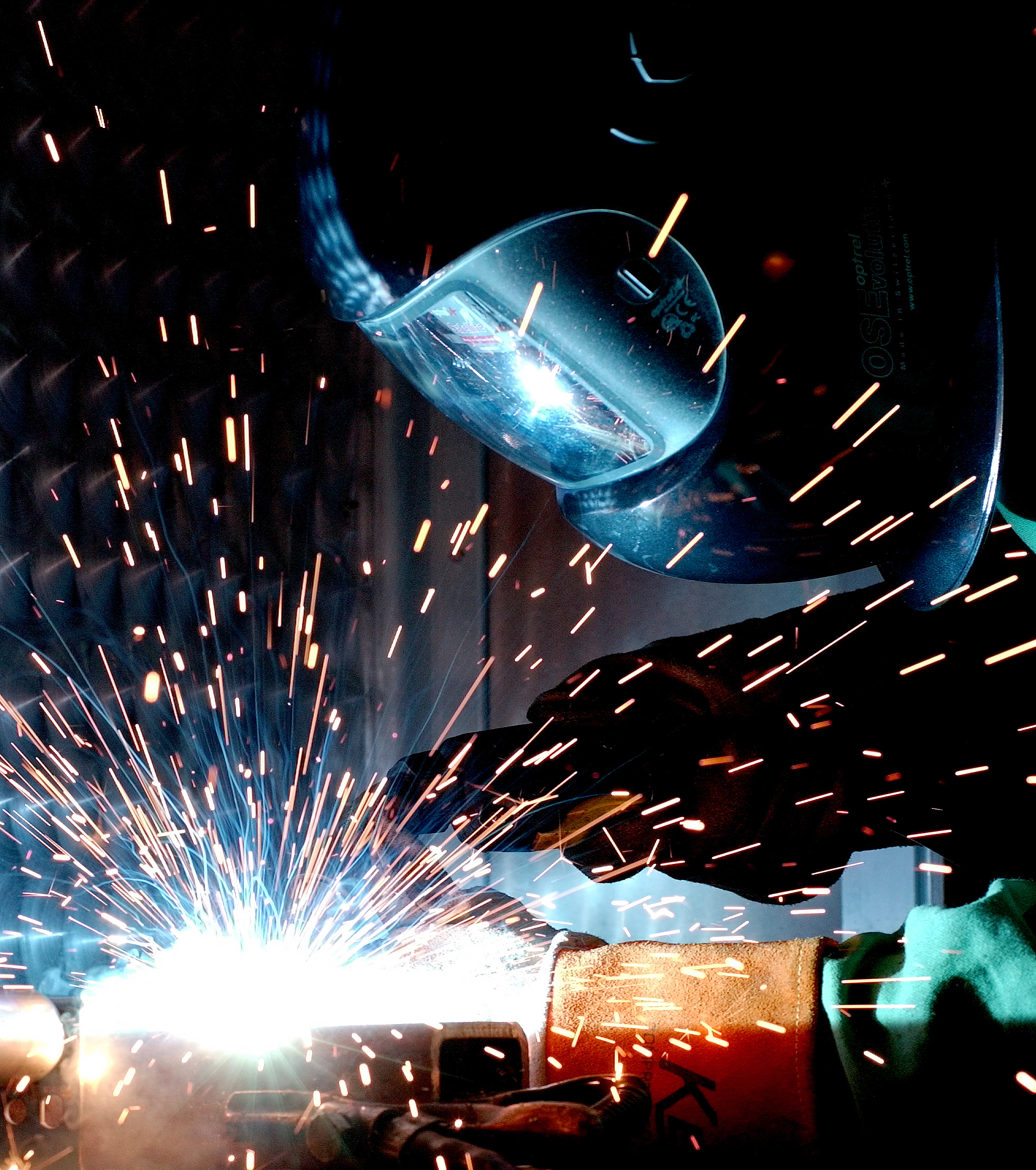
溶接の火花

火花（ひばな）とは、金属が強くこすれあったりしたときや、花火に火がついているときに出る火の粉である。

## 火花が出る例
以下のことなどで、火花が発生する。
- 燃焼
  - 木材などが燃焼したときに飛び散る火の粉。
  - 手持ち花火などから出る。
- 石や金属などが激しく擦れたり、衝突したりする。
  - 列車が急ブレーキをかける。
  - 火打ち石をこする。
  - 金属同士が勢い良くぶつかる。
- 電気的現象
  - 電気的に短絡（ショート）したとき。
  - 気体の絶縁破壊による放電。火花放電。スパーク。

## 火花を利用したもの
- ライター
- 手持ち花火

など。

## 慣用表現
- 火花を散らす